# Sportadministration
Sportadministration ist ein Lehrberuf in Österreich. Die Ausbildung dauert drei Jahre und erfolgt nach dem dualen Prinzip.

## Aufgaben
Sportadministratoren entwickeln Konzepte für Sportangebote, organisieren Veranstaltungen im Sport- und Fitnessbereich, sowie den Trainingsbetrieb und die Mitgliederbetreuung von Sport- und Fitnessbetrieben. Sie arbeiten auch in der betrieblichen Buchführung mit, führen Verkaufsgespräche und organisieren die Materialbeschaffung.

## Ausbildung
Die Ausbildung erfolgt nach dem dualen System überwiegend im Ausbildungsbetrieb und begleitend dazu in der Berufsschule. Die Berufsschule vermittelt den theoretischen Hintergrund, der für die Ausübung des Berufs benötigt wird. Die Ausbildungsdauer beträgt 3 Jahre.
Die folgenden Berufsschulen bieten diesen Lehrberuf an:
- Berufsschule für Bürokaufleute (Wien)
- Fachberufsschule St. Veit a.d. Glan
- Landesberufsschule Bregenz
- Landesberufsschule Feldbach
- Landesberufsschule Tamsweg
- Landesberufsschule Wr. Neustadt

## Anforderungen
Zu den gewünschten Sach- und Fachkenntnissen gehören kaufmännisches Verständnis, Planungs- und Organisationsfähigkeit, eine systematische Arbeitsweise sowie Fremdsprachen- und EDV-Kenntnisse. Sportadministratoren sollten außerdem sportlich, kommunikativ, und kundenorientiert sein.

## Weiterbildung
Am Berufsförderungsinstitut (bfi) und am Wirtschaftsförderungsinstitut (WIFI) werden Kurse in den fachlich angrenzenden Bereichen Finanzwesen, EDV, KundInnenberatung und Fremdsprachen angeboten.